# Seven de Sudáfrica 2022
El Seven de Sudáfrica 2022 fue el tercer torneo de la Serie Mundial Masculina de Rugby 7 2022-23.
Se disputó en la instalaciones del Estadio de Ciudad del Cabo.

## Formato
Se dividen en cuatro grupos de cuatro equipos, cada grupo se resuelve con el sistema de todos contra todos a una sola ronda; la victoria otorga 3 puntos, el empate 2 y la derrota 1 punto.
Los dos equipos con más puntos en cada grupo avanzan a cuartos de final de la Copa. Los cuatro ganadores avanzan a semifinales de la Copa, y los cuatro perdedores a semifinales por el quinto puesto.
Los dos equipos con menos puntos en cada grupo jugaron la Challenge Trophy, definiendo en la misma el puesto final a ocupar en el torneo y los puntos correspondientes a tal mérito que suman para la tabla anual de la  Serie Mundial Masculina de Rugby 7 2022-23.

## Fase de grupos
|  | Avanzan a cuartos de final. |

### Grupo A
| Pos | Países    | Partidos | Partidos | Partidos | Tantos | Tantos | Tantos | Pts |
| Pos | Países    | G        | E        | P        | PF     | PC     | DP     | Pts |
| --- | --------- | -------- | -------- | -------- | ------ | ------ | ------ | --- |
| 1   | Sudáfrica | 3        | 0        | 0        | 60     | 21     | 39     | 9   |
| 2   | Fiyi      | 2        | 0        | 1        | 76     | 34     | 42     | 7   |
| 3   | Francia   | 1        | 0        | 2        | 26     | 71     | -45    | 5   |
| 4   | Canadá    | 0        | 0        | 3        | 36     | 72     | -36    | 3   |

| 9 de diciembre | Francia | 0 – 33 | Fiyi |  |  |

| 9 de diciembre | Sudáfrica | 17 – 7 | Canadá |  |  |

| 10 de diciembre | Francia | 19 – 12 | Canadá |  |  |

| 10 de diciembre | Sudáfrica | 17 – 7 | Fiyi |  |  |

| 10 de diciembre | Fiyi | 36 – 17 | Canadá |  |  |

| 10 de diciembre | Sudáfrica | 26 – 7 | Francia |  |  |

### Grupo B
| Pos | Países  | Partidos | Partidos | Partidos | Tantos | Tantos | Tantos | Pts |
| Pos | Países  | G        | E        | P        | PF     | PC     | DP     | Pts |
| --- | ------- | -------- | -------- | -------- | ------ | ------ | ------ | --- |
| 1   | Samoa   | 2        | 0        | 1        | 80     | 31     | 49     | 7   |
| 2   | Uruguay | 2        | 0        | 1        | 65     | 45     | 20     | 7   |
| 3   | Irlanda | 2        | 0        | 1        | 59     | 41     | 18     | 7   |
| 4   | Japón   | 0        | 0        | 3        | 10     | 97     | -87    | 3   |

| 9 de diciembre | Samoa | 21 – 10 | Uruguay |  |  |

| 9 de diciembre | Irlanda | 19 – 5 | Japón |  |  |

| 10 de diciembre | Samoa | 45 – 0 | Japón |  |  |

| 10 de diciembre | Irlanda | 19 – 22 | Uruguay |  |  |

| 10 de diciembre | Uruguay | 33 – 5 | Japón |  |  |

| 10 de diciembre | Irlanda | 21 – 14 | Samoa |  |  |

### Grupo C
| Pos | Países        | Partidos | Partidos | Partidos | Tantos | Tantos | Tantos | Pts |
| Pos | Países        | G        | E        | P        | PF     | PC     | DP     | Pts |
| --- | ------------- | -------- | -------- | -------- | ------ | ------ | ------ | --- |
| 1   | Nueva Zelanda | 2        | 0        | 1        | 62     | 34     | 28     | 7   |
| 2   | Argentina     | 2        | 0        | 1        | 60     | 26     | 34     | 7   |
| 3   | España        | 1        | 1        | 1        | 19     | 41     | -22    | 6   |
| 4   | Kenia         | 0        | 1        | 2        | 15     | 55     | -40    | 4   |

| 9 de diciembre | Argentina | 19 – 5 | Kenia |  |  |

| 9 de diciembre | Nueva Zelanda | 10 – 14 | España |  |  |

| 10 de diciembre | Argentina | 26 – 0 | España |  |  |

| 10 de diciembre | Nueva Zelanda | 31 – 5 | Kenia |  |  |

| 10 de diciembre | Kenia | 5 – 5 | España |  |  |

| 10 de diciembre | Nueva Zelanda | 21 – 15 | Argentina |  |  |

### Grupo D
| Pos | Países         | Partidos | Partidos | Partidos | Tantos | Tantos | Tantos | Pts |
| Pos | Países         | G        | E        | P        | PF     | PC     | DP     | Pts |
| --- | -------------- | -------- | -------- | -------- | ------ | ------ | ------ | --- |
| 1   | Estados Unidos | 2        | 1        | 0        | 93     | 29     | 64     | 8   |
| 2   | Gran Bretaña   | 2        | 0        | 1        | 64     | 35     | 29     | 7   |
| 3   | Australia      | 1        | 1        | 1        | 69     | 65     | 4      | 6   |
| 4   | Uganda         | 0        | 0        | 3        | 10     | 107    | -97    | 3   |

| 9 de diciembre | Australia | 19 – 21 | Gran Bretaña |  |  |

| 9 de diciembre | Estados Unidos | 38 – 5 | Uganda |  |  |

| 10 de diciembre | Australia | 31 – 0 | Uganda |  |  |

| 10 de diciembre | Estados Unidos | 36 – 5 | Gran Bretaña |  |  |

| 10 de diciembre | Gran Bretaña | 38 – 5 | Uganda |  |  |

| 10 de diciembre | Estados Unidos | 19 – 19 | Australia |  |  |

## Fase final

### Definición 13° puesto
|  | Semifinal | Semifinal | Semifinal |       |        | 13° puesto | 13° puesto | 13° puesto |  |
|  |           |           |           |       |        |            |            |            |  |
|  |           |           |           |       |        |            |            |            |  |
|  | Japón     | Japón     | 14        |       |        |            |            |            |  |
|  | Japón     | Japón     | 14        |       |        |            |            |            |  |
|  | Canadá    | Canadá    | 31        |       |        |            |            |            |  |
|  | Canadá    | Canadá    | 31        |       | Canadá | Canadá     | 10         |            |  |
|  |           |           |           |       | Canadá | Canadá     | 10         |            |  |
|  |           |           | Kenia     | Kenia | 21     |            |            |            |  |
|  | Kenia     | Kenia     | Kenia     | Kenia | 21     | 19         |            |            |  |
|  | Kenia     | Kenia     |           |       |        | 19         |            |            |  |
|  | Uganda    | Uganda    | 5         |       |        |            |            |            |  |
|  | Uganda    | Uganda    | 5         |       |        |            |            |            |  |
|  |           |           |           |       |        |            |            |            |  |

### Definición 9° puesto
|  | Cuartos de final | Cuartos de final | Cuartos de final |           |         | Semifinales | Semifinales | Semifinales |  |           | 9° puesto | 9° puesto | 9° puesto |  |
|  |                  |                  |                  |           |         |             |             |             |  |           |           |           |           |  |
|  |                  |                  |                  |           |         |             |             |             |  |           |           |           |           |  |
|  | España           | España           | 40               |           |         |             |             |             |  |           |           |           |           |  |
|  | España           | España           | 40               |           |         |             |             |             |  |           |           |           |           |  |
|  | Japón            | Japón            | 5                |           |         |             |             |             |  |           |           |           |           |  |
|  | Japón            | Japón            | 5                |           | España  | España      | 0           |             |  |           |           |           |           |  |
|  |                  |                  |                  |           | España  | España      | 0           |             |  |           |           |           |           |  |
|  |                  |                  | Australia        | Australia | 26      |             |             |             |  |           |           |           |           |  |
|  | Australia        | Australia        | Australia        | Australia | 26      | 33          |             |             |  |           |           |           |           |  |
|  | Australia        | Australia        |                  |           |         |             |             |             |  |           |           |           |           |  |
|  | Canadá           | Canadá           | 7                |           |         |             |             |             |  |           |           |           |           |  |
|  | Canadá           | Canadá           | 7                |           |         |             |             |             |  | Australia | Australia | 12        |           |  |
|  |                  |                  |                  |           |         |             |             |             |  | Australia | Australia | 12        |           |  |
|  |                  |                  | Francia          | Francia   | 24      |             |             |             |  |           |           |           |           |  |
|  | Irlanda          | Irlanda          | Francia          | Francia   | 24      | 19          |             |             |  |           |           |           |           |  |
|  | Irlanda          | Irlanda          |                  |           |         |             |             |             |  |           |           |           |           |  |
|  | Kenia            | Kenia            | 14               |           |         |             |             |             |  |           |           |           |           |  |
|  | Kenia            | Kenia            | 14               |           | Irlanda | Irlanda     | 12          |             |  |           |           |           |           |  |
|  |                  |                  |                  |           | Irlanda | Irlanda     | 12          |             |  |           |           |           |           |  |
|  |                  |                  | Francia          | Francia   | 19      |             |             |             |  |           |           |           |           |  |
|  | Francia          | Francia          | Francia          | Francia   | 19      | 24          |             |             |  |           |           |           |           |  |
|  | Francia          | Francia          |                  |           |         |             |             |             |  |           |           |           |           |  |
|  | Uganda           | Uganda           | 7                |           |         |             |             |             |  |           |           |           |           |  |
|  | Uganda           | Uganda           | 7                |           |         |             |             |             |  |           |           |           |           |  |
|  |                  |                  |                  |           |         |             |             |             |  |           |           |           |           |  |

### Definición 5° puesto
|  | Semifinal    | Semifinal    | Semifinal |           |      | 5° puesto | 5° puesto | 5° puesto |  |
|  |              |              |           |           |      |           |           |           |  |
|  |              |              |           |           |      |           |           |           |  |
|  | Uruguay      | Uruguay      | 0         |           |      |           |           |           |  |
|  | Uruguay      | Uruguay      | 0         |           |      |           |           |           |  |
|  | Fiyi         | Fiyi         | 38        |           |      |           |           |           |  |
|  | Fiyi         | Fiyi         | 38        |           | Fiyi | Fiyi      | 29        |           |  |
|  |              |              |           |           | Fiyi | Fiyi      | 29        |           |  |
|  |              |              | Argentina | Argentina | 5    |           |           |           |  |
|  | Argentina    | Argentina    | Argentina | Argentina | 5    | 26        |           |           |  |
|  | Argentina    | Argentina    |           |           |      | 26        |           |           |  |
|  | Gran Bretaña | Gran Bretaña | 14        |           |      |           |           |           |  |
|  | Gran Bretaña | Gran Bretaña | 14        |           |      |           |           |           |  |
|  |              |              |           |           |      |           |           |           |  |

### Copa de oro
|  | Cuartos de final | Cuartos de final | Cuartos de final |                |               | Semifinales   | Semifinales | Semifinales |                |                | Copa          | Copa         | Copa |  |
|  |                  |                  |                  |                |               |               |             |             |                |                |               |              |      |  |
|  |                  |                  |                  |                |               |               |             |             |                |                |               |              |      |  |
|  | Nueva Zelanda    | Nueva Zelanda    | 50               |                |               |               |             |             |                |                |               |              |      |  |
|  | Nueva Zelanda    | Nueva Zelanda    | 50               |                |               |               |             |             |                |                |               |              |      |  |
|  | Uruguay          | Uruguay          | 0                |                |               |               |             |             |                |                |               |              |      |  |
|  | Uruguay          | Uruguay          | 0                |                | Nueva Zelanda | Nueva Zelanda | 33          |             |                |                |               |              |      |  |
|  |                  |                  |                  |                | Nueva Zelanda | Nueva Zelanda | 33          |             |                |                |               |              |      |  |
|  |                  |                  | Estados Unidos   | Estados Unidos | 17            |               |             |             |                |                |               |              |      |  |
|  | Estados Unidos   | Estados Unidos   | Estados Unidos   | Estados Unidos | 17            | 17            |             |             |                |                |               |              |      |  |
|  | Estados Unidos   | Estados Unidos   |                  |                |               |               |             |             |                |                |               |              |      |  |
|  | Fiyi             | Fiyi             | 7                |                |               |               |             |             |                |                |               |              |      |  |
|  | Fiyi             | Fiyi             | 7                |                |               |               |             |             |                | Nueva Zelanda  | Nueva Zelanda | 7            |      |  |
|  |                  |                  |                  |                |               |               |             |             |                | Nueva Zelanda  | Nueva Zelanda | 7            |      |  |
|  |                  |                  | Samoa            | Samoa          | 12            |               |             |             |                |                |               |              |      |  |
|  | Samoa            | Samoa            | Samoa            | Samoa          | 12            | 22            |             |             |                |                |               |              |      |  |
|  | Samoa            | Samoa            |                  |                |               |               |             |             |                |                |               |              |      |  |
|  | Argentina        | Argentina        | 10               |                |               |               |             |             |                |                |               |              |      |  |
|  | Argentina        | Argentina        | 10               |                | Samoa         | Samoa         | 10          |             |                | Tercer lugar   | Tercer lugar  | Tercer lugar |      |  |
|  |                  |                  |                  |                | Samoa         | Samoa         | 10          |             |                | Tercer lugar   | Tercer lugar  | Tercer lugar |      |  |
|  |                  |                  | Sudáfrica        | Sudáfrica      | 7             |               |             |             |                |                |               |              |      |  |
|  | Sudáfrica        | Sudáfrica        | Sudáfrica        | Sudáfrica      | 7             | 21            |             |             | Estados Unidos | Estados Unidos | 22            |              |      |  |
|  | Sudáfrica        | Sudáfrica        |                  |                |               |               |             |             | Estados Unidos | Estados Unidos | 22            |              |      |  |
|  | Gran Bretaña     | Gran Bretaña     | 14               |                |               |               |             |             |                |                | Sudáfrica     | Sudáfrica    | 14   |  |
|  | Gran Bretaña     | Gran Bretaña     | 14               |                |               |               |             |             |                |                | Sudáfrica     | Sudáfrica    | 14   |  |
|  |                  |                  |                  |                |               |               |             |             |                |                |               |              |      |  |

| Bandera de Samoa       |
| Campeón Samoa          |
| 1º título del circuito |